# Mesoleptus opulentus
Mesoleptus opulentus är en stekelart som först beskrevs av Smits van Burgst 1913.  Mesoleptus opulentus ingår i släktet Mesoleptus och familjen brokparasitsteklar. Inga underarter finns listade i Catalogue of Life.